# Lulia
Lulia  es un género monotípico de plantas con flores pertenecientes a la familia de las asteráceas. Su única especie: Lulia nervosa, es originaria de Brasil, donde  se encuentra en la Mata Atlántica. distribuidas por el sudeste (São Paulo), Sur (Paraná, Santa Catarina)

## Taxonomía
Lulia nervosa fue descrita por (Less.) Zardini y publicado en Boletín de la Sociedad Argentina de Botánica 19(1–2): 257. 1980.
Sinonimia
- Trichocline nervosa Less. basónimo[3]